# Dryas Zamchana polonice et latine. Pan Zamchanus latine

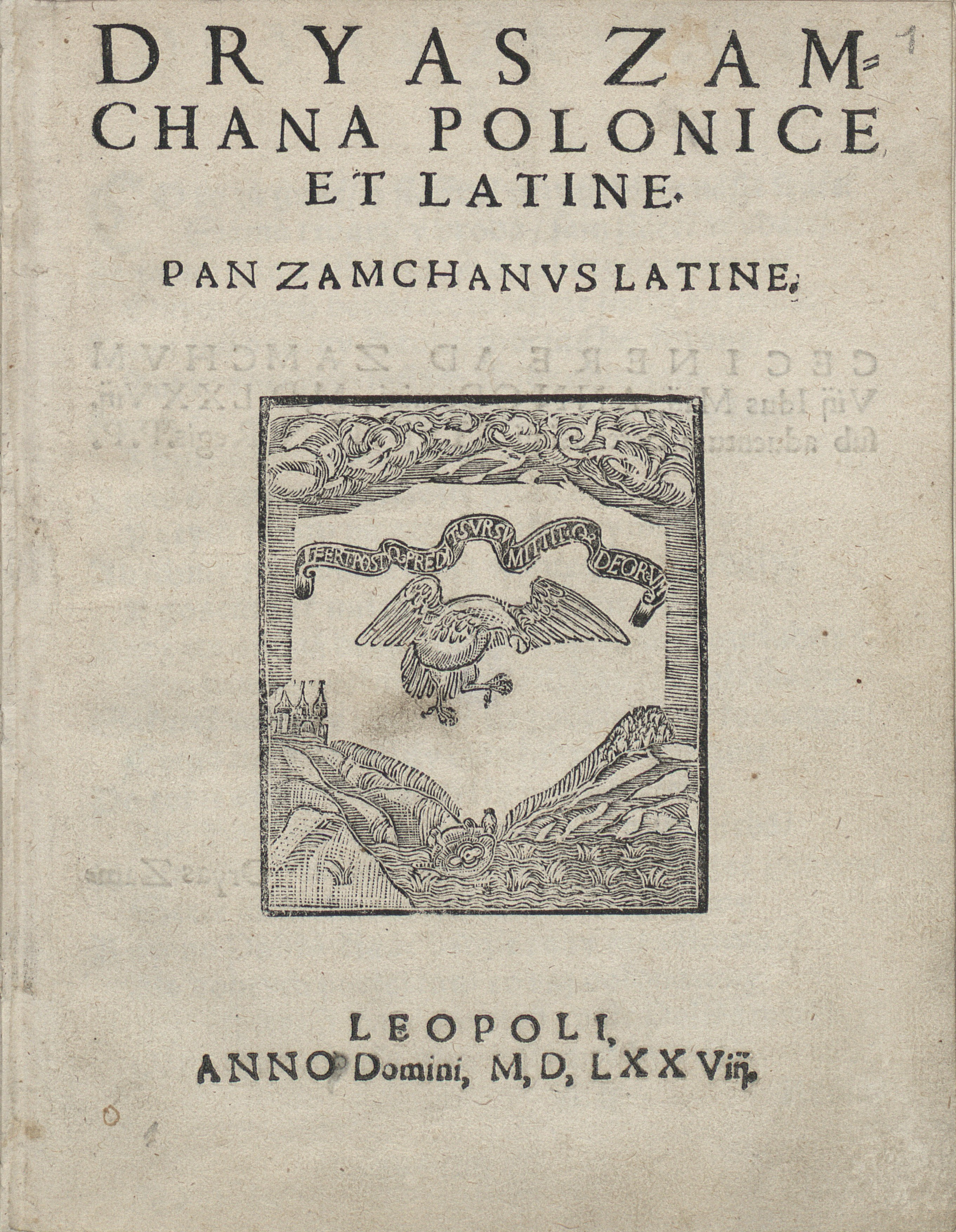
Strona tytułowa wydania z 1578

Dryas Zamchana polonice et latine. Pan Zamchanus latine – dwa wiersze Jana Kochanowskiego wydane w 1578 we Lwowie.
W 1578 Stefan Batory był uroczyście podejmowany przez Jana Zamoyskiego w pałacyku myśliwskim w Zamchu koło Biłgoraja. Z tej okazji urządzono tam widowisko, w którym wystąpiły postaci mitologiczne – bożek Pan oraz Driady, nimfy leśne, które wygłosiły napisane przez Kochanowskiego powitalne utwory. Oba utwory napisane są w języku łacińskim, zaś Dryas Zamchana ma również polską wersję przetłumaczoną przez Kochanowskiego jako Dryas Zamechska.
Biblioteka Narodowa posiada w swoich zbiorach jedyny zachowany do dzisiaj autograf łaciński Dryas Zamchana, który jest zarazem jedynym zachowanym rękopisem Kochanowskiego napisanym w tym języku. Zdigitalizowaną wersję rękopisu można zobaczyć w Cyfrowej Bibliotece Narodowej Polona. Rękopis prawdopodobnie stanowił podstawę pierwodruku, na co wskazują poziome linie oznaczające podział tekstu na strony. Następnie rękopis spoczął w archiwum Zamoyskich. Ponownie odkrył go w 1874 Józef Przyborowski, bibliotekarz Biblioteki Ordynacji Zamojskiej. W czasie II wojny światowej został w 1944 wywieziony z Warszawy do Goerbitsch, dzięki czemu uniknął zniszczenia. Stamtąd Rosjanie przewieźli go do Moskwy, skąd powrócił do Polski w 1947 i trafił do zbiorów Biblioteki Narodowej. Od 2024 prezentowany jest na wystawie stałej w Pałacu Rzeczypospolitej.